# Joel McCrary
Pour les articles homonymes, voir McCrary.
Joel McCrary est un acteur américain.

## Filmographie
- 1998 : Every Night and Twice on Sundays : Officer Ed E. Kurtz
- 1998 : La Carte du cœur (Playing by Heart) : Drag Bar Bartender
- 1999 : Mystery Men : McGuire
- 1999 : American Beauty : Catering Boss
- 2000 : Deux têtes valent mieux que pas du tout (Two Heads Are Better Than None) (TV) : Steve
- 2000 : Malcolm (Alerte rouge))
- 2001 : Tea Time : Gentelman
- 2001 : Princesse malgré elle (The Princess Diaries) : Sébastien Motaz
- 2001 : The Wayne Brady Show (série TV) : Various (pilot)
- 2002 : The Funkhousers (série TV) : Dad
- 2002 : Evil Alien Conquerors (en) de Chris Matheson :Mr. Breen
- 2003 : Alligator Point (TV)
- 2003 : Treize à la douzaine (Cheaper by the Dozen) : Gil
- 2004 : The B.P.R.D. Declassified (TV) : Conway Ricker
- 2004 : Un mariage de princesse (The Princess Diaries 2: Royal Engagement) : Sébastien Motaz
- 2005 : La Véritable Histoire du Petit Chaperon rouge (Hoodwinked) : Chief Grizzly (original version) (voix)
- 2005 : Un souvenir éternel (Back to You and Me) (TV) : Ruben
- 2006 : Nos voisins, les hommes (Over the Hedge) : Dennis (voix)
- 2017 : L'Étoile de Noël (The Star) : Zechariah (voix)
- 2023 : Il était une fois un studio (Once Upon a Studio) de Dan Abraham et Trent Correy : Baloo (voix)